# Índice de Sokolow
El índice de Sokolow, o  índice de Sokolow-Lyon, es uno de los criterios utilizados para el diagnóstico de hipertrofia ventricular izquierda por medio de un electrocardiograma. El valor de este índice se obtiene al sumar el voltaje (midiendo la amplitud de las ondas) de S en V1 o V2 (se toma la mayor de estas dos) más el de R de V5 o V6. Un resultado de 3.5 mV o mayor (35 mm) confirma el diagnóstico de Hipertrofia ventricular izquierda. Otro criterio de hipertrofia ventricular izquierda es la presencia de una onda R en V6 mayor que en V5. 
- Datos: Q2298098